# Masaaki Higashiguchi
Masaaki Higashiguchi (født 12. maj 1986) er en japansk fodboldspiller.

## Japans fodboldlandshold
| Japans landshold | Japans landshold | Japans landshold |
| År               | Kmp              | Mål              |
| ---------------- | ---------------- | ---------------- |
| 2015             |                  |                  |
| Total            | 0                | 0                |